# Alfons Sycylijski (hrabia Caserty)
Alfons Burbon-Sycylijski, wł. Alfonso Marie Joseph Albert di Borbone (ur. 28 marca 1841 w Casercie, zm. 26 maja 1934 w Cannes) – hrabia Caserty, trzeci syn Ferdynanda II, króla Obojga Sycylii, i jego drugiej żony – Marii Teresy, arcyksiężniczki austriackiej.
Był księciem Kalabrii, po swoim najstarszym przyrodnim bracie – Franciszku II – królu Obojga Sycylii. Tytuł odziedziczył później najstarszy syn Alfonsa – Ferdinando Pius.

## Następstwo tronu
Początkowo, w chwili narodzin, Alfons był czwarty w „kolejce” do tronu sycylijskiego. Przed nim było jego trzech starszych braci – Franciszek, późniejszy król, Lodovico, hrabia Trani i Alberto, hrabia Castrogiovanni. 12 lipca 1844, Alberto zmarł na dwa miesiące przed swoimi piątymi urodzinami – oczywiście bezdzietnie, i Alfons znalazł się na trzecim miejscu w „kolejce”. 22 maja 1859, zmarł ojciec chłopców – Ferdynand II, a królem został Franciszek II. Franciszek II nie miał dzieci ze swoją żoną – Marią Zofią Bawarską, i Lodovico został następcą tronu, a Alfons był już drugi w „kolejce” do tronu.
W 1861 podczas wyprawy „Tysiąca czerwonych koszul”, pod dowództwem Giuseppe Garibaldiego, Królestwo Obojga Sycylii zostało przyłączone do Królestwa Sardynii i Piemontu. Był to element zjednoczenia wszystkich państewek włoskich w jedno królestwo, pod berłem króla Wiktora Emanuela II. Franciszek II stracił tron, ale pozostał królem tytularnym, a raczej pretendentem do tronu sycylijskiego. 8 czerwca 1886, zmarł Lodovico. Pozostawił jedynie córkę Marię Teresę, księżniczkę Obojga Sycylii, która jako kobieta nie mogła dziedziczyć tronu. Alfons został następcą tronu do 27 grudnia 1894, kiedy zmarł Franciszek II. Alfons został tytularnym królem Obojga Sycylii i głową Królewskiej Rodziny Burbonów Sycylijskich.

## Małżeństwo i potomkowie
8 czerwca 1868 Alfons poślubił swoją kuzynkę – księżniczkę Marię Antoniettę (16 marca 1851 – 12 września 1918). Była ona córką Francesco, hrabiego Trapani (syna Franciszka I Burbona i jego drugiej żony – Marii Izabeli Hiszpańskiej), i Marii Izabeli Habsburg, księżniczki Toskanii (córki Leopolda II Toskańskiego i jego drugiej żony – Marii Antonietty Sycylijskiej). Para miała 12 dzieci:
- Ferdinando Pius, książę Kalabrii (1869–1960)

∞ Maria Bawarska (córka króla Ludwika III i arcyksiężniczki Maria Teresa Habsburg-Este)
- Carlos Tancredi (1870–1949)

∞ Maria de las Mercedes Burbon, księżniczka Asturii
∞ Ludwika Burbon, księżniczka orleańska
- Francesco di Paola (1873–1876),
- Maria Immacolata (1874–1947)

∞ Johann Georg Saksoński (młodszy syn króla Jerzego I Saksońskiego i infantki Marii Anny Portugalskiej)
- Maria Cristina (1877–1947)

∞ Piotr Ferdynand Toskański, arcyksiążę austriacki (młodszy syn Ferdynanda IV Toskańskiego i Alicji Burbon, księżniczki parmeńskiej)
- Maria di Grazia (1878–1973)

∞ Dom Luiz Bragança-Orleański (syn księżniczki Izabeli Brazylijskiej i Gastona Orleańskiego, hrabiego Eu)
- Maria Giuseppina Antonietta (1880–1971)
- Gennaro (1882–1944)

∞ Beatrice Bordessa, hrabina Villa Colli (tytuł nadano jej w 1923)
- Ranieri, książę Castro (1883–1973)

∞ hrabina Karolina Zamoyska (siostra Jana Kantego Zamoyskiego)
- Filippo (1885–1949)

∞ Ludwika Burbon, księżniczka orleańska (wnuczka Ferdynanda d’Alençon i księżniczki Zofii Charlotty Wittelsbach)
∞ Odette Labori
- Francesco d’Assisi (1888–1914)
- Gabriele (1897–1975)

∞ księżniczka Małgorzata Czartoryska (córka Adama Ludwika Czartoryskiego i Marii Ludwiki Krasińskiej)
∞ księżniczka Cecylia Lubomirska (córka Kazimierza Lubomirskiego i hrabiny Teresy Wodzickiej)

## Odznaczenia
- Wielki Mistrz Orderu Świętego Januarego[1]
- Wielki Mistrz Orderu Świętego Ferdynanda[1]
- Wielki Mistrz Orderu Konstantyńskiego Świętego Jerzego[1][2]
- Wielki Mistrz Orderu Świętego Jerzego od Połączenia[1]
- Wielki Mistrz Orderu Franciszka I[1]
- Order Świętego Huberta (Bawaria)[2]
- Order Korony Rucianej (Saksonia)[2]
- Order Świętych Cyryla i Metodego (Bułgaria)[2]
- Order Złotej Ostrogi (Watykan)[1]
- Order Izabeli Katolickiej (Hiszpania)[1]
- Krzyż Mały Orderu Marii Teresy (1861, Austro-Węgry)[3]
- Krzyż Wielki Orderu Świętego Stefana (1894, Austro-Węgry)[4]